# Roca de l'Espluga de Ninou
La Roca de l'Espluga de Ninou és una formació rocosa i cim de 1.505,7 metres d'altitud que es troba a la meitat de la Serra de Monteguida, en el terme municipal d'Abella de la Conca, a la comarca del Pallars Jussà.
És al nord-est del poble d'Abella de la Conca, en la serra que comença damunt del poble mateix. És la continuïtat cap al sud-est de la Serra de Carreu.
Queda entre la Roca de Monteguida, al nord, i el cim de Sarsús, al sud. En el vessant nord de la Roca hi ha l'Espluga de Ninou, que li dona nom. El seu vessant occidental és dins de la partida d'Ordins, i l'oriental, en la de l'Obaga de Toà.
Es tracta d'un topònim modern, format a partir d'un altre d'anterior: l'Espluga de Ninou, que es troba a la base d'aquesta roca.